# شب‌ها در سیرک
شب‌ها در سیرک (انگلیسی: Nights at the Circus) رمانی پست‌مدرنیستی در ژانر رئالیسم جادویی اثر نویسنده بریتانیایی آنجلا کارتر است که در سال ۱۹۸۴ به چاپ رسید و به طور گسترده‌ای مشهورترین اثر کارتر در نظر گرفته می‌شود. فمینیسم از درونمایه‌های اصلی این رمان محسوب می‌شود و یکی از دغدغه‌های نویسنده در این رمان توانمندسازی و آزادی زنان است. گرچه این اثر برای مقاوت در برابر ارائه دوگانگی‌های جنسیتی از سوی منتقدان برچسب «پست‌فمینیستی» خورده‌است، شخصیت‌های کارتر به‌طور مداوم در حال گفتگو در این مورد هستند که چگونه نهادها و ساختارهای مردسالار مانند ازدواج، مجلس و کلیسای کاتولیک برای نگه داشتن زن‌ها در «قفس‌های زراندود» فعالیت می‌کنند. در تاریخ ۵ نوامبر ۲۰۱۹ بی‌بی‌سی نیوز شب‌ها در سیرک را در فهرست صد رمان تاثیرگذار قرار داد.